# Rusîn, Sokal
Rusîn (în ucraineană Русин) este un sat în comuna Vareaj din raionul Sokal, regiunea Liov, Ucraina.

## Demografie
Componența lingvistică a localității Rusîn
     Ucraineană (100%)
Conform recensământului din 2001, toată populația localității Rusîn era vorbitoare de ucraineană (100%).